# 鞆幕府
鞆幕府（ともばくふ）は、備後国の鞆（現・広島県福山市）に存在した室町幕府の亡命政権。歴史学者・藤田達生によって提唱されたものである。

## 歴史

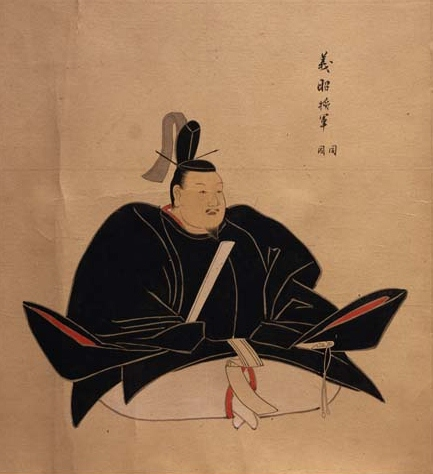
足利義昭像（古画類聚）

元亀4年（1573年）7月、室町幕府の将軍・足利義昭は槙島城の戦いで織田信長に敗れ、京都より追放された。以後、義昭は河内・和泉・紀伊など、各地を流浪した。
天正4年（1576年）2月、義昭は紀伊由良の興国寺を出て、西国の毛利輝元を頼り、その勢力下であった備後国の鞆に動座した。このとき、義昭に随行したのは、細川輝経、上野秀政、畠山昭賢、真木島昭光、曽我晴助、小林家孝、柳沢元政、武田信景らであった。
義昭が鞆を選んだ理由としては、この地はかつて足利尊氏が光厳上皇より新田義貞追討の院宣を受けたという、足利将軍家にとっての由緒がある場所であったからである。また、第10代将軍・足利義稙が大内氏の支援のもと、京都復帰を果たしたという故事もある吉兆の地でもあった。
義昭は2月8日付の御内書で吉川元春に命じ、輝元に幕府の復興を依頼した。また、信長の輝元に対する「逆心」は明確であると述べ、そのために動座したとも伝えた。
だが、鞆への動座は毛利氏に何一つ連絡なく行われたものであり、義昭はあえて伝えず、近臣らにも緘口令を強いていた。信長との同盟関係上、義昭の動座は避けなければならない事態であり、輝元はその対応に苦慮した。
だが、毛利氏は織田氏と同盟関係にあったものの、この頃になると信長が西方に進出してきたため、不穏な空気が漂っていた。また、毛利氏が敵対していた浦上宗景を信長が支援し、一方で宗景と対立する宇喜多直家が毛利氏を頼るなど、毛利氏と織田氏の対立にも発展しかねない状況ができていた。さらに、天正3年以降、信長は毛利氏への包囲網を構築するため、近衛前久を九州に下向させ、大友氏・伊東氏・相良氏・島津氏の和議を図ろうとしていた。
5月7日、輝元ら毛利氏は反信長として立ち上がり、13日に領国の諸将に義昭の命令を受けることを通達し、西国・東国の大名らにも支援を求めた。3ヶ月の間、毛利氏が検討して出した結論であった。これにより、毛利氏と織田氏との同盟は破綻した。
輝元ら毛利氏に庇護されていたこの時期の室町幕府は、「鞆幕府」とも呼称される。義昭はまた、輝元を将軍に次ぐ地位たる副将軍に任じた。
6月11日、義昭は甲斐の武田勝頼と越後の上杉謙信に対して、互いに講和を命じる御内書を下し、毛利輝元と協力して協力したうえで信長を討つように命じた。
天正15年（1587年）3月、豊臣秀吉が九州に向かう途中、義昭の住む鞆の御所に近い赤坂に立ち寄り、ここで義昭と対面した。義昭は秀吉と贈り物を交換し、親しく酒を酌み交わした。
この頃、義昭は毛利氏に願い、御座所を鞆から山陽道に近い沼隈郡津之郷（福山市津之郷町）へと移させた。時期は不明ながら、鞆に近い山田常国寺を御座所としていた時期もあった。
10月、義昭は毛利氏の兵に護衛されながら、京都に帰還した。義昭にとっては、およそ15年ぶりの京都であった。
天正16年（1588年）1月13日、義昭は秀吉とともに参内し、将軍職を朝廷に返上した。このとき、秀吉の奏請によって、義昭は朝廷から准三宮の称号（待遇）を受けている。これにより、室町幕府は名実ともに滅亡した。

## 考察

### 鞆幕府の呼称・構成
義昭の幕府再興への働きかけや、彼に付き従う奉公衆や奉行衆といった幕臣の存在から、藤田達生はこの亡命政権を「鞆幕府」と呼んでいる。
また、政権としての実体もあった。義昭を筆頭とする鞆幕府は、奉公衆・奉行衆・同朋衆・猿楽衆・侍医・女房衆などが約50人以上、伊勢の北畠具親や若狭の武田信景、丹波の内藤如安、近江の六角義治（義堯）らといった大名の子弟からなる大名衆も集結し、その幕府関係者の総勢は100名を下らなかった。大名衆らは信長に所領を没収されたり、あるいは追放された旧国司や守護、守護代であり、義昭に供奉することで自家の再興運動を行っていた。
この政権において、奉公衆は義昭の活動を支え、外交上の交渉に従事し、奉行人は公式文書である奉行人奉書を発給している。義昭は反織田勢力を取りまとめて再起を図るのみならず、京都五山など禅宗寺院の住持を任命したり、諸士に栄典を授与している。
鞆幕府は毛利氏の権力と一体化しており、それによって機能していた。義昭は毛利氏の当主・毛利輝元を副将軍に任命することにより、その庇護を受け、自身の政権を維持した。輝元もまた、義昭を庇護することで公権力を推戴する形となり、自身の正当性や大義名分を得た。
藤田は「将軍義昭とその関係者一行の逗留によって、あたかも鞆の浦周辺には幕府が成立したかの様相を呈していた」と評している。だが、義昭とその周辺は鞆に下向し、依然として政治的な勢力であったものの、鞆にいた義昭には朝廷との関わりがなかった。この時の義昭は「天下人」として天下を掌握できておらず、また朝廷を庇護する存在でもなかった。そのため、鞆幕府の呼称を用いない研究者もいる。

### 財政
鞆幕府の財政は、備中国の御料所からの年貢の他、足利将軍の専権事項であった五山住持の任免権を行使して礼銭を獲得できたこと、日明貿易を通して足利将軍家と関係の深かった宗氏や島津氏からの支援もあり、困難な状態ではなかったといわれている。
一方で、征夷大将軍として一定の格式を維持し、更に対信長の外交工作を行っていく以上、その費用も決して少なくはなく、また恒常的に保証された収入が少ない以上、その財政はかなり困難であったとする見方もあり、天正年間後期には真木島昭光・一色昭孝（唐橋在通）クラスの重臣ですら吉見氏や山内首藤氏など毛利氏麾下の国衆への「預置」（一時的に客将として与えて面倒をみさせる）の措置を取っている。

### 毛利氏との関係
鞆幕府は毛利輝元ら毛利氏に大きく依存した政権でもあった。毛利氏の一門・吉川経安が書き残した天正10年（1582年）2月13日付の置文の冒頭では、「義昭は織田信長を討つため、備後国の鞆に動座した。毛利輝元は副将軍となり、小早川隆景と吉川元春・元長父子は、その権威によって戦いを続けている」と記されており、義昭が毛利氏をはじめ反信長勢力の精神的支柱であったことがうかがえる。
毛利氏は将軍である義昭を擁立したことで、信長と対決する上での大義名分を得て、各地の大名を糾合することができた。毛利氏単独では、信長との戦いで勝機が見いだせず、多くの大名を味方に引き入れる必要があったが、「毛利氏のために合力してほしい」と頼んでも応諾してくれる可能性は低かった。だが、義昭を擁立した結果、毛利氏は信長との戦いを「将軍家に忠義を尽くすための戦い」とすることができ、これを内外に宣明し、大名らの共感を得られるようになった。実際、武田勝頼は輝元が義昭を庇護し、帰洛の助力をしたことを、「稀代の忠節」であると称している。
義昭は「天下諸侍の御主」であり、主君に忠義を尽くすことは、武家社会の根幹を成す基本原理でもあった。そして、この「将軍家のために」というスローガンは毛利氏のみならず、反信長陣営共通のスローガンとなった。
毛利氏は義昭を擁立したことによって、毛利氏の名を広く大名らに知らしめるに至り、その名声を一気に高め、これは信長と戦ううえで大きな利点となった。毛利氏が信長と戦うにあたっては、各地の反信長勢力とともに戦わねばならず、そのために毛利氏の知名度を上げる必要があり、義昭の存在は大きな役割を果たした。事実、小早川隆景が後年、「公方様（義昭）が下向したことにより、毛利を知らなかった遠国の大名たちまでが、毛利に挨拶に来るようになった」、と述懐している。
毛利氏はまた、義昭に各地の大名との間を仲介してもらえるようになった。毛利氏は信長と戦うにあたり、他の大名との間に十分な人脈を持っていなかったが、義昭がその仲介を担った。毛利氏は天正4年以前、安芸から遠く離れた越後の上杉氏とほとんど接触したことがなかった一方、義昭は将軍就任前から接触があり、幕臣にはしばしば使者として上杉氏のもとに訪れた者もいた。義昭はそうした人脈を駆使し、毛利氏と同盟する大名との仲介を行い、双方の意思疎通が円滑に進むように取り計らった。これにより、毛利氏は天正4年以降、上杉氏をはじめ多くの大名と連携し、信長と戦うことになった。
毛利氏は同盟する他大名との外交でも大きなメリットを得た。大名同士での外交は、どちらが格上でどちら格下か、が極めて重要であり、自分の格に関してはとても敏感であった。それゆえ、毛利氏が上から目線の態度を取れば、外交問題に発展する可能性もあったが、義昭の存在がそれを解決した。毛利氏は信長と戦うにあたり、対等・両敬にあった他大名への協力を必要としたが、彼らに何かを要求するとき、その代弁者として義昭を利用した。義昭は将軍であり、毛利氏と同盟する大名は皆、義昭を主君として仰いでいたため、義昭から大名らに伝達する形を取られた。また、義昭が各地に出した御内書には、輝元の副状が添えられていた。
輝元は副将軍として義昭を庇護することにより、毛利軍を公儀の軍隊の中核として位置づけ、西国の諸大名の上位に君臨する正統性を確保した。
これにより、毛利氏の支配領域である中国地方、北四国、北九州、さらには丹波、摂津の一部に及ぶ広大な領域に影響力を行使した。
とはいえ、輝元が自身を副将軍と認識していたことに関しては、あくまで毛利側の自己認識に基づくものであったとする見方もある。毛利氏は上杉氏や武田氏、石山本願寺ら同盟していた勢力よりも上位にあったわけではなく、各地の大名らに上位の存在と認識されていたわけでもない。また、主君に準ずる立場にあったわけでもない。それゆえ、毛利氏は同盟する大名に直接命令を下せたわけでもない。
一方、輝元が自らを副将軍として位置づけたことを、輝元自身や当時の人々は時代遅れの行動をしているという意識は全くなかったとする見方もある。かつて、毛利氏の主家であった大内氏が足利義稙を擁して上洛し、復位させたことにより、海外貿易の利権を握ることに成功していたこともあって、その先例に倣おうとしたとされる。
毛利氏は義昭を奉じたことにより、一定のデメリットを享受しなければならなくなった。毛利氏は義昭や侍臣らを養わなければならず、鞆にいる義昭の侍臣は主なものだけでも50人以上に及んだ。毛利氏は義昭の要望に従い、毛利氏の諸将が分担して彼らを養っている。
また、毛利氏は義昭の上意をそれなりに尊重しなければならなくなった。義昭は毛利氏にさまざま上意を下したが、その内容は軍事作戦にまで及んでいた。義昭の上意に強制力はなかったが、毛利氏は義昭から便宜を受けている以上、その意向を完全に無視できなかった。そのため、輝元も配下の諸将に義昭の上意による軍事作戦を伝えており、義昭の意向が一定の割合で受容されていた。
さらに、毛利氏が義昭を擁したことによって、毛利家中において、義昭と輝元という「二人の君主」を生み出す危険性もあった。それは、義昭が輝元の頭越しに、毛利氏の諸将と結びつき、毛利家中を二分するということである。だが、義昭は輝元に配慮し、毛利氏の諸将に栄典や褒詞を与える際には、輝元を介して賜与している。とはいえ、毛利氏は義昭を擁立する限り、この危険性から完全に開放されることはなかった。
義昭は最前線で戦う毛利氏の諸将に対して、しばしば侍臣を派遣し、激励させている。たとえば、義昭は上月城の戦いの際、城を包囲する毛利氏の陣に真木島昭光を派遣し、その将兵をねぎらうとともに、小林家孝を駐留・督戦させた。吉川元長はこれに感激し、親しい僧侶に義昭への感謝の言葉を記した手紙を送っている。このように、義昭の激励で毛利氏の諸将は奮起し、戦意を保つことができた。
義昭は信長方の武将・荒木村重の調略にも一役買っている。義昭の配下・小林家孝が毛利氏の武将とともに、村重のもとを訪れ、毛利氏に帰順するように説得した。これにより、村重は毛利氏に寝返った。輝元は村重の帰順を喜び、家孝に褒詞を与え、その功績を称えたという。